# 1918 aux échecs
| Années des échecs : 1915 - 1916 - 1917 - 1918 - 1919 - 1920 - 1921    |
| Décennies des échecs : 1880 - 1890 - 1900 - 1910 - 1920 - 1930 - 1940 |

Cet article présente les faits marquants de l'année 1918 aux échecs.

## Championnats nationaux
- Canada : Pas de championnat[1].
- Écosse : Pas de championnat pour cause de Première Guerre mondiale.

- Pays-Bas : Pas de championnat pour cause de Première Guerre mondiale.
- Royaume-Uni de Grande-Bretagne et d'Irlande : Pas de championnat pour cause de Première Guerre mondiale[2].
- RSFS de Russie: Pas de championnat[3].
- Suisse : Pas de championnat [4].

## Naissances
- Miroslav Katětov, mathématicien et joueur d'échecs tchécoslovaque

## Nécrologie
- En 1918 : Artur Popławski (en)
- 10 juin : Albert Clerc
- 28 août : Erich Cohn
- 5 octobre : Johannes Kohtz (en)
- 27 décembre : Carl Schlechter